# 関島秀樹
関島 秀樹（せきじま ひでき、1954年11月3日 - ）は、日本のシンガーソングライター。1979年「あじさい寺」でテイチクよりレコードデビュー。東芝日曜劇場で俳優デビュー。故ばってん荒川、島津亜矢が歌う「帰らんちゃよか」（2015年『第66回NHK紅白歌合戦』歌唱曲）を作詞作曲。熊本県荒尾市出身。あらお観光大使。滋賀県大津市在住。2017.10.1 福島県双葉郡「広野町夢大使」に任命される。

## プロフィール
1979年「あじさい寺」でテイチクよりレコードデビュー。東芝日曜劇場で俳優デビュー。ＤＪ、レポーターなどの経験を重ね、現在は、"もっとやさしくたって生きてゆけるだろう"を信条に、自然や故郷の偉大さ、家族や心のふれあいの大切さなどメッセージを歌に込め、全国で活動を続けるシンガーソングライター。
津波から村を守った和歌山の実話「稲むらの火」、阪神・淡路大震災復興10周年に寄せた「あの日を忘れない」など、平和や命の尊さ、懸命に生きることのすばらしさを表現。
故ばってん荒川さん、島津亜矢さんが歌う「帰らんちゃよか」（2015年『第66回NHK紅白歌合戦』歌唱曲）など故郷熊本の歌も数多い。また正調「五木の子守唄」を地元堂坂ヨシ子さんから歌い継ぐなど、日本の言葉や歌、叙情や心を大切にしている。
2011年6月、東日本大震災復興応援ＣＤ「がんばる君のために」をリリース。以後何度も被災地を訪ね歌を届けている。また、2016年4月の熊本地震を故郷で体験。直後から避難所等を訪ねる他、全国のチャリティーコンサートで被災地を応援している。
熊本県荒尾市出身。あらお観光大使。福島県双葉郡広野夢大使。滋賀県大津市在住。

## ヒストリー

### 大学卒業まで
- 1954年11月3日、文化の日の早朝、父 慶典、母 ノリの長男として熊本県荒尾市月田に誕生。姉 祐子、弟 徹也
- 1959年、増永の荒尾めぐみ幼稚園に入園。姉の影響でバイオリンを習う。
- 1961年、荒尾市立荒尾第一小学校に入学。体を動かすのが大好きで、野山を駆け巡る。
- 1967年、荒尾市立荒尾第一中学校[注 1] に入学。野球に明け暮れ、一転して硬派を通す。一方ドラムを叩きグループサウンズの真似事をする。
- 1970年、熊本県立玉名高等学校に入学。ギターと応援団とほのかな恋にめぐり逢う。フォークソングに出逢い、井上陽水、小椋佳などに影響を受け、ＰＰＭ（ピーター・ポール&マリー）、五つの赤い風船などのコピーバンドを作る。
- 1973年、国士舘大学文学部教育学科に入学。硬派の学風の中でさらに音楽の魅力に引き込まれ、フォークソング同好会を作り、フォーク喫茶では弾き語りで歌い、オリジナル曲を作り始める。
- 1976年、母校玉名高校にて体育の教育実習。教師への夢が再びふくらむ。
- 1977年、国士舘大学文学部教育学科卒業。帰郷と音楽を続けるというふたつの心が揺れる中で、次の教師の採用試験を目指し東京でアルバイトを続ける。

### デビューまで
- 1977年、大学の先輩の紹介で自身の方向性が決まるまでという軽い気持ちでニューバンブー音楽事務所入社。当時人気絶頂のアイドル松本ちえこの現場マネージャーを勤める。
- 1978年、自分の好きな音楽の下で仕事がしたいと、ハイファイセット、クラフト（三井誠、森谷有孝、濱田金吾、松藤一英）グレープ（さだまさし、吉田政美）、田山雅充などが所属するバードコーポレーション入社。「あなた」が大ヒットの小坂明子のマネージャーを勤める。たくさんの素晴らしいミュージシャンと音楽に囲まれた中で仕事をするうちに、音楽の世界への憧れも大きくなっていた頃、木村功、織本順吉、下條アトムらが所属する青俳音楽事務所にスカウトされる。

### デビュー以降
- 1979年4月25日、24歳。北鎌倉の明月院が舞台の「あじさい寺」でテイチクよりレコードデビュー。
- 故郷荒尾に後援会ができ、大牟田市民会館にてデビューコンサート。（ゲスト高木麻早）
- 1981年、全国キャンペーンやライブを重ねていくもなかなか思うようにならず、表現力をつけるためにとTBS緑山私塾のオーデションを受け、一期生（田中美佐子他）に合格。TBS東芝日曜劇場「たった一人のお客さま」の杉田かおる恋人役で役者デビューする（1981年8月16日）。TBSポーラテレビ小説「愛をひとつまみ」（1981年10月5日-1982年4月2日）では大分の同級生役。教育映画「山並み映えて」主役。TBS東芝日曜劇場「わたしの家族」では木村理恵の恋人役。
- トリオレコード移籍第1弾シングルレコード「風のアルペジオ」（作詞 来生えつこ）発表。アルバムレコード「風のアルペジオ」発表。
- 1982年、FM東京「関島秀樹のミュージックイマジネーション」（全国8局ネット）でDJデビュー。
- シングルレコード「うつろい」（編曲 菊池ひみこ）発表。
- 1984年、仕事で行った京都で新番組のオーデションに飛び入りし、KBS京都「パンプキンスクエアー」で初レポーターを務めることに。
- TBSサ・サスペンス「復讐するは我にあり」（1984年4月7日）で刑事役熱演。
- 1985年、KBS京都「鈴木邦男の家内安全」（テレビとラシオの同時放送）で日本初のシンガーソングレポーターを務める。
- 1986年、荒尾総合文化センター完成記念チャリティーコンサート。
- KBS京都「松山英太郎の京都江戸組参上」で京都見回り組レポーター、「関島秀樹の風のアルペジオ」のDJ担当。活動の中心を関西に移す。
- 1989年、TBS「水戸黄門」、映画「グリーンボーイ」（主演 森田健作）、土曜ドラマなどに出演。
- アルバム「Good Bye Yesterday」「夢をかさねて」発表。
- 9月、歌ではなく、役者やタレントのような仕事が中心になっている自分をもう一度見つめ直そうと、日本での仕事をすべて捨て小さい頃からの夢だったアメリカに旅立ち、単身ロサンゼルスで生活を始める。
- 1990年、1年半のアメリカ生活で、本場の音楽やミュージカルに触れたものの、やはり自分には自分で作る日本語の“歌”しかないと帰国。
- 1991年、結婚。活動の拠点を完全に京都に移す。KBS京都「JRAターフジョッキー」、和歌山放送「サタデーハッピーライン」DJ。
- 1993年、シングル「夢釣人」（キングレコード）発表。
- 1994年、滋賀県に移り住む。長女 セリイ誕生。びわ湖放送「おはようびわこL」キャスター。
- デビュー15周年全国ツアー。アルバム「愛する人の住む街へ」発表。
- 1995年、「生きたらよか」（「帰らんちゃよか」の原曲）誕生。
- 1996年、ばってん荒川さん「帰らんちゃよか」（キングレコード）発表。
- 「湖族の歌」「BUSON '96」（大阪市都島区企画与謝蕪村生誕280年記念）発表。国境なき医師団支援ライブ。
- 1997年、次女 まりえ誕生。
- 宮崎滔天、宮崎八郎のイメージソング「風走れ」誕生。アルバム「セレナーデ」、シングル「熱情」（HIV感染者の詞）発表。
- 1998年、「24時間テレビ 「愛は地球を救う」」KKT（くまもと県民テレビ）パーソナリティー始まる。
- 第10回全国龍馬ファンの集い荒尾大会（参加600名）で「龍馬の夢」誕生。
- 1999年、デビュー20周年全国ツアー。アルバム「前略、生きてます」、シングル「ほんとうの勇気」発表。
- 2000年、韓国ソウルにてライブ。「慶州ナザレ園」訪問コンサート。ロサンゼルス熊本県人会100周年で歌う。
- 2001年、熊本山鹿八千代座公演、芝居「帰らんちゃよか」でばってん荒川さんと親子として共演。シングル「龍馬の夢」発表。
- 2002年、シングル「てんごの夢〜桜のように生きた男の物語〜」（国鉄バスの車掌佐藤良二さんの物語）発表。第1回さくら道バスツアー。
- 2003年、アルバム「びわこからのメッセージ」、シングル「玉高を忘れない」（母校熊本県立玉名高等学校、創立100周年に寄せて）発表。京都リビングエフエム ＦＭ845「じゃんけんぽん」スタート。
- 2004年、デビュー25周年全国ツアー。荒尾総合文化センターでは、最初で最後のばってん荒川、島津亜矢、関島秀樹3人での「帰らんちゃよか」が実現する。
- 「稲むらの火～津波から村人を守った男の話～」発表。多くの反響。
- 島津亜矢さん「帰らんちゃよか」（テイチクエンタテイメント）発表。
- 熊本県誘友大使に任命される。
- 2005年6月23日、愛知万博（愛・地球博）地球市民村にて「稲むらの火」を世界にアピール。ロサンゼルスで開催の「滋賀県人会世界大会」で歌う。内閣府ホームページの「防災情報のページ-稲むらの火と津波対策」に「稲むらの火」の歌詞と楽譜が紹介されている。
- 2006年、アルバム「拝啓 元気です」「やさしさをありがとう」発表。中国旧満州を訪れ、ノモンハン・虎頭要塞などに平和の桜の植樹と歌を届ける。
- 2007年2月11日、ロサンゼルス「L.A龍馬会」発足式で歌う。母方のルーツ、埼玉県東松山市の正代を初めて訪れる。
- 3月25日、熊本県山江村にて神山征二郎監督作品映画「さくら」上映＆トーク・関島秀樹コンサート。
- 7月16日、荒尾梨100周年事業オープニング記念大会（荒尾総合文化センター）にてコンサート。荒尾梨の先駆者でこの日表彰された関島増男（1979年1月14日他界 享年91歳）は祖父。
- 7月28日、大阪「堺龍馬会」発足のお祝いで歌う。
- 「生きたらよか～ばってん荒川さんに捧ぐ〜」 シングルカット。(2006年10月22日、69歳で亡くなったばってん荒川さんの追悼ＣＤ）
- 8月12日「ばってん荒川さん追悼公演」熊本市民会館ホールにて、島津亜矢さんが「帰らんちゃよか」、関島秀樹がその元歌の「生きたらよか」をそれぞれ歌う。
- 2008年、映画「荒木栄の歌が聞こえる」に出演。万田坑で「仲間のうた」（作詞 大江将精 作曲 荒木栄）を歌う。
- 2月10日、あらお観光大使（熊本県荒尾市）に任命される。
- 熊本城築城400年記念曲「威風堂々」を熊本の歌手、西岡はるみさんに提供。
- 4月、週刊ポストに「帰らんちゃよか」がすぎもとまさとの「吾亦紅」と共に取り上げられる。
- 7月4日、クラシック音楽の殿堂銀座王子ホールにて日本の叙情を歌う。（企画・構成・朗読 中田薫 - 元NHKアナウンサー）
- DVD「コンクリートの街で」（王子ホールでのコンサート収録）発表。
- 11月4日、春に堂坂ヨシ子さんより伝授していただいた 正調「五木の子守唄」を、五木のかやぶき民家にて堂坂さんをはじめ村民らの前で披露。
- 12月、クラフト復活ライブで「生きたらよか」を三井誠さんのギターで歌う。
- 2009年、歌で出演した映画「荒木栄の歌が聞こえる」全国で公開。
- 1月22日、2008年4月から1年間、51回にわたって東京新聞に連載された連載企画「東京歌物語」で「帰らんちゃよか」が取り上げられ作者として紹介、同名の単行本が出版される。
- デビュー30周年を全国ツアー。荒尾総合文化センター大ホールでは、ゲストの小阪明子さんと「あなた」を歌う。
- アルバム「故郷の歌が聞こえる」、シングル「ひとすじの光　-熊本藤崎台球場の千年のクスノキたちの応援歌-」「恋ひの永源寺/とまどいの旅」発表。
- 阿蘇小国のちちこぶ祭、五木の子守唄祭、京都上賀茂神社観月コンサートで演奏。
- 2010年、シングル「未来へのおくりもの -世界遺産を目指万田坑へ捧ぐ-」発表。
- 7月18日、ロサンゼルス東本願寺仏教寺院、10月31日、ブラジル・サンパウロリベルダーデ区の文協小講堂で「こどものそのチャリティーショー」（グループフレンズ主催＝蛯原忠男会長）が開催され、サンパウロ新聞で紹介された。
- 日本テレビのドラマ「ホタルノヒカリ2」(出演:綾瀬はるか、向井理、板谷由夏、藤木直人　/　脚本：水橋文美江、演出：吉野洋、原作：ひうらさとる) 第6話（2010年8月11日放送）で、主演の綾瀬はるかと同僚役の向井理が居酒屋で、ばってん荒川の「帰らんちゃよか」の話で意気投合、その後カラオケで「心配せんでよか～」と歌うシーンが話題に。
- 9月18日、熊本県民体育祭にて「君が代」独唱。
- 2011年1月17日、「あの日を忘れない〜神戸の空に歌を届けよう〜」ライブを三宮で開催。アルバム「春、桜セレナーデ」発表。
- 3月、滋賀・荒尾で東日本大震災復興応援チャリティーコンサートを行う。
- 6月11日、東日本大震災復興応援アルバム「がんばる君のために～復活への約束～」を発表。売上すべてを被災地へ送るほか、この日から被災地をたびたび訪ね、歌を届け続けている。
- 11月23日、NHK熊本放送局「くまもと歌物語音楽祭 ～わが心の熊本メロディー～」で「帰らんちゃよか」が選ばれ、熊本県立劇場コンサートホールにて島津亜矢さんと共演。
- 2012年1月7日、びわ湖ミシガンでミュージシャン仲間と新年の船上コンサートを開く。
- 3月10日、琵琶湖岸での東日本大震災追悼イベント「一希一灯会」が始まる。
- 7月2日、東京日本橋の夏の風物詩「橋洗い」およびタイムカプセル設置式にて「日本橋の歌」を披露。タイムカプセルにも収める。
- 第69代横綱 白鵬 応援歌「夢土俵」作曲。歌唱 山口眞（徳間ジャパンコミュニケーションズ）
- 10月、11月、美ら海ライブツアー（池田聡、ミヤギマモル他）。
- 2013年6月12日、RKK熊本放送テレビ「白川大水害60年特別番組『42枚のスケッチ画が伝える6.26水害』」番組ナビゲーターで出演。
- 「クラフト（代表曲「僕にまかせてください」）復活ライブ」に応援ゲスト（名古屋、熊本）。
- 9月7日、「関東大震災90周年・首都防災ウィーク」（墨田区東京都慰霊堂）の野外コンサートで「稲むらの火」ほかを歌う。
- 9月29日、琉球の風～島から島へ～2013（フードパル熊本イベント広場　プロデューサー：知名定男）に出演。出演：THE BOOM、かりゆし58、夏川りみ 他
- 12月13日、母校、熊本県立玉名高等学校の「次代を担う子どもの文化事業」で、高校･付属中学校の生徒を対象にスクールコンサートで歌う。
- 2014年、デビュー35周年記念全国ツアー。4月25日、くまもと森都心プラザホールからスタート。8月10日荒尾総合文化センター大ホール、ゲスト：クラフト他。9月20日愛知芸術文化センター、10月3日東京日本橋社会教育会館、11月23日びわ湖ホール
- 10月26日、「大阪マラソン」チャレンジランに挑戦。
- 11月3日、還暦を迎える。
- 2015年1月26日、大阪新歌舞伎座の島津亜矢さんのコンサート（昼・夜）にゲスト出演。島津亜矢さんが歌う「帰らんちゃよか」をギターとハーモニカで伴奏。また「親父からの長い手紙」を歌う。
- 2月15日、人生初！フルマラソン「熊本城マラソン」に挑戦し、みごと完走！
- 4月8日、荒尾市の熊本県立南関高等学校と熊本県立荒尾高等学校が統合されて熊本県立岱志高等学校が開校。校歌を作詞作曲。4月8日の開校式では、校歌をギター弾き語りで披露。
- 4月18日、長野県飯田市在住のもうひとりの関島秀樹君と初の対面、「天竜峡マラソン」の選手宣誓を二人で務め、一緒に走る。
- 関島秀樹コレクション リブシリーズⅠ「あじさい寺」、Ⅱ「生きるちから」、Ⅲ「ふるさとの風にふかれて、復刻盤「夢をかさねて」発表。
- H2Oの中沢けんじさんと初のジョイントライブ（滋賀、奈良）
- 12月25日、アルバム「DOKONI ITEMO」発表。
- 12月31日、第66回NHK紅白歌合戦で、島津亜矢さんが「帰らんちゃよか」（関島秀樹作詞・作曲）を歌唱。各方面で大反響。
- 2016年3月11日、東日本大震災6年に、チャリティーアルバムCD「誓春（せいしゅん）〜故郷へ帰ろう〜」を作り被災地へ届ける。
- 4月14日、4月16日の熊本地震を故郷熊本県荒尾市で体験。直後から避難所を訪ねる他、復興応援の活動を始める。
- 4月23日、滋賀のデビュー記念コンサートをファンの呼びかけで「熊本地震応援チャリティーコンサート」として開催。以後各地でチャリティーコンサートを開催。
- 8月11日、山の日にこの年7月にオープンした「びわ湖テラス」にて「山に向いて」を発表。
- 8月14日、「心はひとつ、想いを繋ぐ　熊本・気仙」と題し、岩手県大船渡市民文化会館にてチャリティーコンサート。
- 2017年3月11日、『稲むらの火』の逸話の主人公濱口儀兵衛さんの築いた銚子の「ヤマサ醤油」で「稲むらの火」を歌う。
- 4月29日-30日、「関島秀樹と行く日本の叙情をしみじみ味わう旅」スタート。第1回は倶利迦羅不動寺～五箇山～荘川桜～郡上八幡を巡るバスツアー（参加47名）。
- 5月27日、びわ湖の湖西地域湖岸にて「橋板のねがい」発表。
- 6月28日、琵琶湖周航の歌誕生100周年の日に、ニューアルバム「故郷を抱きしめて」発表。
- 日本を代表するブルースハープ（10ホールズハーモニカ）奏者、松田幸一さんと初の関西ライブツアー（京都、大阪、滋賀、奈良）を行う。
- 8月11日、 山の日に、「山にむかいて」を比叡山山頂にて歌う。
- 10月1日、東日本大震災のあった2011年以降何度も歌を届けている福島県双葉郡広野町より「広野町夢大使」を任命される。
- 10月29日、大分県玖珠郡玖珠町の「嵐山・桜ヶ岡瀧神社 秋季例大祭「滝の市」で、この地が舞台の歌「三日月の恋～小松女院物語」を歌う。
- 11月18日、二人の画家の作詞で「竹田竹楽恋あかり」（作詞：鈴木靖将）と「わんぱく坊主の子守唄」（作詞：大野勝彦）を収録したシングルを発表。
- 2018年4月15日、母 ノリ を送る。（享年89歳）
- 8月、カラオケの第一興商DAMに、「生きたらよか」と「家族」が登場。
- 9月26日、同郷熊本人吉出身の演歌歌手塚原哲平に書いた新曲『ふるさとは心の中に』（関島秀樹 作詞作曲）が9月26日に発売（ホリデージャパン）。
- 11月1日、世界各国の高校生が参加し、津波防災について話し合う「世界津波の日高校生サミット」が10/31-11/1に和歌山県で開催。参加した高校生と広川町の小中学校に「稲むらの火」他収録の復興応援アルバム「誓春（せいしゅん）」をプレゼントする。
- 2019年、デビュー40周年記念ツアー。4月19日、人吉温泉鍋屋本館からスタート。4月20日荒尾総合文化センター大ホールほか
- 4月25日、デビュー40周年記念アルバム「あなたに贈る歌　春にゆく」発表。
- 2019年NHK大河ドラマの主役金栗四三が母校熊本県立玉名高等学校の大先輩でもあり、新曲「黎明の星　金栗四三　走りつづけて」を作り （アルバム「あなたに贈る歌」に収録 ） 熊本県玉名市の「いだてん大河ドラマ館」にて発表。（3月17日）
- 熊本朝日放送で続いている 「こどもの詩（ポエム）コンクール」で28年前に紹介された当時小学生の中村良子さんの詩「宿題」に曲を付けて発表 （アルバム 「あなたに贈る歌」に 収録 ）  。本人との対面ほかこの日の様子がニュースでも紹介された。（5月2日熊本朝日放送「くまパワJ」）
- 前年の熊本・大分地震で被害を受けた「JR豊肥線」の復旧を応援する「断線を歌でつなぐコンサート」を継続中。4月21日大分・竹田、5月19日熊本・阿蘇、6月15日熊本・菊陽町
- 2020年7月、熊本豪雨で大きな被害を受けた人吉にボランティアで訪ねる。
- 8月8日、熊本地震から4年4ヶ月、ようやく前線開通した豊肥線の復興イベントで歌う。（豊後竹田駅前広場）
- 10月24、25日、豪雨で被害を受けた人吉に歌を届ける。（ひとよし森のホール、青井阿蘇神社境内、球磨村総合運動公園仮説団地ほか）
- 2021年3月10日、東日本大震災10年目。“大津から希望の光を❗️”第10回［一希一灯会］でリモートで南三陸の方へ歌を届ける。
- 3月10日、コロナ禍でライブが思うようにできないさ中、滋賀から「初リモートライブ」を開催。
- 6月1日、3月に開催された初リモートライブを収録したアルバム「とどけ！あなたの心に…」発表。
- 7月1日、デビュー42周年記念ライブ盤、アルバム「ずっと 忘れない」発表。
- 2022年1月4日、父 慶典 を送る。（享年93歳）
- 11月24日、渋谷神泉ランタンのオーナー 小川武志さんのはからいで、すぎもとまさとさんとのジョイントライブを開催
- 2023年8月27日、長洲・夏のフォークフェスティバル「未来へ続く青春の歌」～50年の時を越えて～　生まれ育った熊本県荒尾市と青春の時を過ごした玉名市の間にある長洲町のながす未来館から、ダ・カーポ、小坂明子、クラフト（三井誠、濱田金吾、松藤一英）、元H2Oのなかざわけんじと共に青春の歌を未来へ向けて歌う。
- 2024年1月の能登半島地震被災地復興応援チャリティコンサート開催。　1/13、旧大津公会堂（ソロライブ）・3/16、スカイプラザ浜大津（関島秀樹、下村明彦、サスケカツ、妃月洋子）・4/13、荒尾総合文化センター（関島秀樹、きくち寛、なかざわけんじ、樋口了一）・5/11、玉名市民会館（関島秀樹、下村明彦、なかざわけんじ、樋口了一）
- 3月25日、浜松「まる川」の店主、和菓子職人 川井敬夫とのコラボCD「雪しずれ」発売
- 4月開校の熊本県玉名郡“長洲町立長洲中学校”（長洲中学校と腹栄中学校が統合）の校歌を作詞作曲。
- 4月5日、姉 祐子 を送る。

## ディスコグラフィ

### アルバム
1. 風のアルペジオ（1981年トリオレコード）
2. Good-by Yesterday（1989年）
3. 夢をかさねて(1989年）
4. 愛する人の住む町へ（1994年11月3日）
5. SERENADE(1997年5月26日）
6. 前略、生きてます（1999年11月3日）
7. びわこからのメッセージ（2003年12月20日）
8. 風のアルペジオ（2004年11月3日再発売）
9. Good-by Yesterday（2004年11月3日再発売）
10. 拝啓 元気です（2006年9月21日）
11. やさしさをありがとう（2006年9月21日）
12. 故郷の歌が聞こえる（2009年7月18日）デビュー30周年記念アルバム
13. 春 桜セレナーデ（2011年3月25日）
14. がんばる君のために〜復活の約束〜（2011年6月11日）- 東日本大震災復興応援アルバム
15. 夢をかさねて（2015年6月25日）-（復刻盤）
16. あじさい寺（関島秀樹コレクション リブⅠ）（2015年6月25日）
17. 生きるちから（関島秀樹コレクション リブⅡ（（2015年7月25日）
18. ふるさとの風にふかれて（関島秀樹コレクション リブⅢ）（2015年8月25日）
19. DOKONI ITEMO〜my sweet time〜（2015年12月25日）
20. 誓春（せいしゅん）〜1.17そして3.11　僕らはあの日を忘れない〜（2016年3月11日）- 東日本大震災復興応援アルバム
21. 故郷を抱きしめて　もうすぐ帰るよ...（2017年6月28日-琵琶湖周航の歌100周年の日）
22. あなたに贈る歌　春にゆく（2019年4月25日）デビュー40周年記念アルバム
23. とどけ！あなたの心に…（2021年6月1日）滋賀からの伐リモートライブ収録
24. ずっと 忘れない（2021年7月1日）デビュー42周年記念ライブ盤

### シングル
1. あじさい寺 / 16番線（1979年4月25日　テイチクレコード）
2. 風のアルペジオ（作詞 来生えつこ） / 空もよう（1981年 トリオレコード）
3. うつろい / 湘南サマー暑い日（1982年 トリオレコード）
4. 夢釣人（全関西磯釣連盟推薦曲） / 万葉の国（1993年9月3日 キングレコード）
5. 熱情（HIVに感染した若者の詞） / 誰が･･･ / 明日へのメッセージ（1997年4月25日）
6. ほんとうの勇気（映画「勇気への出発」主題歌 / 愛するものがあるかぎり（映画「勇気への出発」挿入歌 ）/ びわこ僕のふるさと（1999年4月10日）
7. 龍馬の夢 / 風走れ / 風の歌が聞こえる（映画「美しいメッセージ」イメージソング）（2001年11月15日）
8. てんごの夢〜桜の様に生きた男の物語〜 / 郡上八幡に逢いたい / 高山に想いをよせて（2002年8月7日）
9. 玉高を忘れない（熊本県立玉名高等学校、創立100周年に寄せて）/ 生きたらよか / ARAO（2003年10月19日）
10. 生きたらよか（「帰らんちゃよか」の原曲） / よかとこ荒尾 / 玉高を忘れない（2007年7月15日）- ばってん荒川さん追悼CD
11. てんごの夢〜桜の様に生きた男の物語〜 / 郡上八幡に逢いたい / 高山に想いをよせて（2007年7月30日再発売）
12. ひとすじの光〜千年のクスノキからの応援歌〜 / 水と緑の奇跡 / クスノキセブン（2009年11月20日）
13. 恋ひの永源寺 / とまどいの旅（2009年11月28日）
14. 未来へのおくりもの〜世界遺産を目指す万田坑へ捧ぐ〜 / よかとこ荒尾（2010年2月21日）
15. 竹田竹楽恋あかり / わんぱく坊主の子守唄　/　威風堂々（2017年11月18日）

### DVD
1. コンクリートの街で〜東京からふるさとへ よみがえる日本の叙情〜（2008年11月3日）- 東京銀座「王子ホール」コンサート（2008年7月4日収録）

### 特別企画CD
1. 美しき琵琶湖 / 甲斐路旅情（2002年12月5日）
2. 美しき琵琶湖 / 近江八幡花水郷 / 奥琵琶湖花蔭の道（2003年9月15日）
3. 美しき愛の恵みに（※2003年に初めて挑戦したタップダンスのミュージカルの為に書き下ろした曲（デュエット） / やさしい雨（2003年10月12日）
4. ふるさとの風に誘われて / 走馬燈（2018年7月25日）
5. 雪しずれ（2024年3月25日）
6. 沖島の月見草 / 竹田竹楽 恋あかり（2024年6月1日）

### 提供曲
- 帰らんちゃよか（ばってん荒川、島津亜矢、井上由美子、珠木美甫、塚原哲平、亜留辺、大城バネサ、斉藤功（ギター演奏））
- 生きたらよか（千鳥綾）
- お前命で / あなた命で / おやじのこぶし（玄海竜二に曲を提供) /故郷の詩（玄海竜二)
- 夢土俵(山口眞）- 第69代横綱 白鵬 応援歌
- 威風堂々（西岡はるみ）- 熊本城おもてなし武将隊テーマ曲
- あの店 / 心乱れて（橋本きよみ）
- 母の祈り～道しるべ～（橋本きよみ）
- 父娘だなぁ･･･（吉田稔・千穂のり香）
- 望郷の城（松川武敏）
- ふるさとは心の中に（塚原哲平）
- BUSON '96（大阪市都島区企画「与謝蕪村生誕280年記念」）

## 出演その他

### 記念番組
- 「くまもと歌物語音楽祭」～わが心の熊本メロディー～（2011年12月16日、NHK熊本放送局　- 「帰らんちゃよか」（島津亜矢）のギターとハーモニカ演奏で出演
- 「白川大水害60年特別番組『42枚のスケッチ画が伝える6.26水害』」(2013年6月12日、RKK熊本放送テレビ) -　番組ナビゲーターで出演
- 「世界遺産登録記念“万田坑ウェルカムフェスタ2015”」（2015年11月3日、RKK熊本放送テレビ）- コンサートの模様を中継にて生放送

### テレビ番組
- TBS東芝日曜劇場（第1286回1981年8月16日）「たった一人のお客さま」杉田かおる恋人役（俳優デビュー作品）　出演： 大空真弓、伊藤孝雄、杉田かおる、関島秀樹　/　脚本：田井洋子　プロデューサー：石井ふく子　演出：鴨下信一
- TBSポーラテレビ小説「愛をひとつまみ」（1981年10月5日-1982年4月2日）
- 教育映画「山並み映えて」（1982年）主役
- TBS東芝日曜劇場「わたしの家族」（1982年）木村理恵の恋人役
- TBSザ・サスペンス「一億人を敵にした男・復讐するは我にあり」（1984年4月7日　主演：根津甚八）刑事役
- TBS「水戸黄門」第18部第22回「祇園太鼓で悪退治」(小倉）（1989年2月20日）出演：水戸光圀（西村晃）、佐々木助三郎（あおい輝彦）、渥美格之進（伊吹吾朗）
- 土曜ドラマ
- 「24時間テレビ 「愛は地球を救う」」KKT（くまもと県民テレビ）パーソナリティー（1998年-2001年）
- KKT熊本県民テレビ「テレビタミン」コメンテーター（準レギュラー）

### 映画
- グリーンボーイ（1989年 松竹　監督：石山昭信　脚本：三村歩）出演：森田健作（主演）、京本政樹、泉アキ 他 - ボクサー役で出演
- 荒木栄の歌が聞こえる(2009年 ドキュメンタリー　監督: 港健二郎)　出演：大工哲弘、ミネハハ、ミヤギマモル、関島秀樹、嘉門達夫、ソウル・フラワー・モノノケ・サミット、 かりゆしバンド　リポーター：hizuki

### 主題歌
- あかね雲（1999年8月5日　MBS）【主題歌】 関島秀樹「故郷の詩」（作詞・作曲：関島秀樹）
- 美しいメッセージ（2001年3月29日　ABC）【主題歌】 関島秀樹「風の歌が聞こえる」（作詞・作曲：関島秀樹）
- 大島さと子の得だね！省エネ(1997年10月　テレビ東京) 【エンディングテーマ】 関島秀樹「背中に春」（作詞:福田一三 ・作曲：関島秀樹）

### ラジオ番組
- FM東京「関島秀樹のミュージックイマジネーション」（全国8局ネット）-DJ
- KBS京都「パンプキンスクエアー」（1984年4月-1985年9月）-レポーター
- KBS京都「鈴木邦男の家内安全」（1985年10月-）-レポーター
- KBS京都「松山英太郎の京都江戸組参上」-レポーター
- KBS京都「中村鋭一の話のターミナル」-レポーター
- KBS京都「関島秀樹の風のアルペジオ」-DJ
- KBS京都「関島秀樹の言わせてもらえば」-DJ
- KBS京都「JRAターフジョッキー」（1991年4月-2001年4月）
- KBS京都「かたつむり大作戦」
- 和歌山放送「サタデーハッピーライン」-DJ（1991年）
- びわ湖放送「おはようびわこL」キャスター（1994年）
- 京都リビングエフエム「じゃんけんぽん」（2003年）
- 京都リビングエフエム「北村謙と関島秀樹のフォーク閑話」-パーソナリティー（2006年4月-）
- FMおおつ「音楽の館」パーソナリティー（2018年4月-）

### 校歌
- 熊本県立岱志高等学校（2015年 - 荒尾高等学校と南関高等学校が統合し開校）校歌（作詞・作曲：関島秀樹）
- 熊本県玉名郡長洲町立長洲中学校（2024年 - 腹栄中学校と長洲中学校が統合し開校）校歌（作詞・作曲：関島秀樹）

### NHK紅白歌合戦歌唱楽曲
- 島津亜矢「帰らんちゃよか」第66回NHK紅白歌合戦　作詞・作曲：関島秀樹　※原曲「生きたらよか」作詞・作曲・歌：関島秀樹

### カラオケ
- 「生きたらよか」(「帰らんちゃよか」の原曲)　関島秀樹　※第一興商 カラオDAM　リクエスト№ 2338-87　2018/08/21配信
- 「家族」　関島秀樹　※第一興商 カラオDAM　リクエスト№ 2338-99
- 「帰らんちゃよか」島津亜矢　※第一興商（2552-50・2552-51）、ばってん荒川　※第一興商（3891-03）、門口公将　※第一興商（5067-62）
- 「生きたらよか」千鳥 綾　※第一興商（2356-66）
- 「ふるさとは心の中に」塚原哲平　※第一興商（6740-48）
- 「威風堂々」西岡はるみ　※第一興商（4282-99）